# Quelque part en Europe
Pour plus de détails, voir Fiche technique et Distribution.
Quelque part en Europe (titre original hongrois : Valahol Európában) est un film hongrois réalisé en 1948 par Géza von Radványi. Le film est une des premières réalisations cinématographiques hongroises d'après-guerre. Il connut, à cette époque, un très grand retentissement car il abordait le douloureux problème des enfants livrés à eux-mêmes, dans le contexte de la Seconde Guerre mondiale.

## Synopsis
1944. Quelque part au bord du Danube. Des enfants, victimes de drames terribles, surgissent d'un peu partout. Ils maraudent pour vivre et mènent une existence à moitié sauvage, craignant autant leurs semblables que les adultes... Ils forment, petit à petit, une bande de "pillards" régie par la loi du plus fort. Les paysans les chassent à coup de fusil, les forces de l'ordre essayent de les maîtriser. Afin de leur échapper, la bande de gosses finit par se réfugier dans un château habité par un chef d'orchestre retranché du monde... D'abord malmené, le musicien parviendra à gagner leur confiance...

## Fiche technique
- Titre original : Valahol Európában
- Titre français : Quelque part en Europe
- Réalisation : Géza von Radványi
- Scénario : Béla Balázs, Félix Máriássy, Judit Fejér (Máriássy) et G. von Radványi
- Photographie : Barnabás Hegyi
- Décors : József Pán, Miklós Benda
- Musique : Dénes Buday
- Durée : 104 minutes
- Pays de production :  Hongrie
- Année de réalisation : 1948
- Genre : Film dramatique

## Distribution
- Artúr Somlay (hu) : Peter Simon
- Miklós Gábor : « Long »
- Zsuzsa Bánki (hu) : Eva, la jeune fille
- György Bárdi (hu) : le régisseur
- László Horváth : Kuksi

## Commentaires
- Témoignage sincère et authentique sur les conséquences humaines du dernier conflit mondial, Quelque part en Europe, à partir d'un budget extrêmement modeste, conquit une vaste audience internationale. « La force spécifique du film vient de ce qu'il s'agit d'enfants et d'une fable sur les enfants au milieu de la guerre », explique Jacques Lourcelles. Pourtant, reprenant l'idée du film Le Chemin de la vie (1931) de Nikolaï Ekk, Quelque part en Europe ne parvient guère, selon Claude B. Levenson, à atteindre la puissance de son modèle soviétique. Celui-ci juge que « si la première partie, s'attachant à montrer le désarroi des enfants et leur farouche volonté de vivre, arrive parfois à se hisser à un très haut niveau d'émotion, en revanche la seconde partie paraît beaucoup plus artificielle (celle que Georges Sadoul nomme, pour sa part, la partie rééducation). » (Claude B. Levenson, Premier Plan, Décembre 1966)
- Le film a été tourné sans acteurs professionnels, et avec des moyens limités[1].
- Revu, à l'occasion d'une reprise sur les écrans parisiens en 1979, le film aurait, selon Jean-Pierre Jeancolas, auteur d'un ouvrage sur le Cinéma hongrois 1963-1988 (Éditions du CNRS), « perdu pas mal de son éclat. Son prétendu réalisme, plus fabriqué que celui de Vittorio De Sica dans Sciuscià auquel on l'a souvent comparé, se dilue, trahit l'artifice, les séquelles d'un expressionnisme qui font basculer souvent le discours dans la grandiloquence. »
- Rappelons ici, dans un style sobre et émouvant, également très proche de la réalité historique, le film de Fred Zinnemann, Les Anges marqués, évoquant lui aussi le traumatisme subi par des enfants au cours du dernier conflit mondial.

## Autour du film
Plusieurs figurants du film sont de jeunes enfants vivant dans Gaudiopolis, la république des enfants organisée par le pasteur hongrois Gábor Sztehlo. 